# 安藤孝三
安藤 孝三（あんどう こうぞう、1898年（明治31年）5月3日 - 1985年（昭和60年）2月10日）は、日本の政治家、操縦士。衆議院議員（2期）。

## 経歴
愛知県知多郡岡田村（岡田町、知多町を経て現知多市）出身。1916年、名古屋港上空で米飛行士アート・スミスの曲芸飛行を見て航空界を志す。陸軍所沢飛行第四大隊に入り、一等飛行機操縦士となる。陸軍を除隊後、知多郡八幡村（現・知多市）に水上飛行場を開設する。その後、名古屋二見間の定期航空路や和歌山新宮間の航空路を開設する。その一方で1924年に安藤飛行機研究所を開き、所長となり、操縦士、機関士の育成などを行った。
1937年の第20回衆議院議員総選挙では旧愛知2区（戦前）から無所属で立候補して初当選。のち、第一議員倶楽部所属となる。1942年の第21回衆議院議員総選挙（いわゆる翼賛選挙）では選挙前に警視庁が作成した「衆議院議員調査表」には軍人出身だが「反国策的・反政府的言動ヲナシ（中略）代議士トシテ不適当ナル人物」として「丙」とランクされたため、翼賛政治体制協議会（翼協）の推薦は受けられなかった。それで翼協非推薦で立候補したが、再選された。
1946年の第22回総選挙は愛知県第1区から日本協同党公認で立候補したが落選。1947年の第23回総選挙は旧愛知2区から国民協同党公認で立候補するも落選した。
1985年2月10日、死去。
育てたパイロットの中には元運輸省航空局技術課長の樽林寿一や日本の女性パイロット1号の西崎キクのほか、戦後の民間航空で活躍した人々が多数含まれる。

## その他
1940年3月20日の衆議院本会議で「食糧確保に関する決議案」に関し、安藤は所属会派を代表して賛成演説を行ったが、物不足の世相について「閣僚諸公はあるいはご存知ないと思いますので、昨今市井に流行いたしております今様の『ないないづくし』というのをちょっとご紹介申し上げます」と前置きした上で「米ない、炭ない、醤油ない、砂糖ない、味噌ない、マッチない、肥料がないからお米が作られない、本当によーない内閣だ」と米内内閣を皮肉り、これを聞いた議員たちは大笑いした。